# Domenico Semeraro
Domenico Semeraro (n. 3 februarie 1964, Italia) este un bober ce a reprezentat Elveția, medaliat olimpic. A participat la o ediție a Jocurilor Olimpice (1994) în care a câștigat o medalie de argint.

## Participări
Lista de mai jos prezintă principalele competiții la care a participat Domenico Semeraro de-a lungul carierei.
- Bobsleigh under Vinter-OL 1994[*]